# آمبیوربی
آمبیوربی (به سوئدی: Ambjörby) یک سکونتگاه مسکونی در سوئد است که در بخش تورشبی واقع شده‌است.

## خصوصیات
امبجاربی ۱٫۴۸ کیلومترمربع مساحت و ۲۲۷ نفر جمعیت دارد.